# Credit One Charleston Open 2023
Giải quần vợt Charleston Mở rộng 2023 (còn được biết đến với Credit One Charleston Open 2023 vì lý do tài trợ) là một giải tennis nữ chuyên nghiệp thi đấu trên mặt sân đất nện ngoài trời tại Family Circle Tennis Center ở Daniel Island, Charleston, South Carolina. Đây là lần thứ 50 giải đấu được tổ chức và là một phần của WTA 500 trong WTA Tour 2023. Đây là giải đấu duy nhất trong mùa giải sân đất nện thi đấu trên mặt sân đất nện màu xanh lá cây.

## Điểm và tiền thưởng

### Phân phối điểm
| Sự kiện | VĐ  | CK  | BK  | TK  | Vòng 1/16 | Vòng 1/32 | Vòng 1/64 | Q  | Q2 | Q1 |
| Đơn nữ  | 470 | 305 | 185 | 100 | 55        | 30        | 1         | 25 | 13 | 1  |
| Đôi nữ  | 470 | 305 | 185 | 100 | 1         | —         | —         | —  | —  | —  |

### Tiền thưởng
| Sự kiện | VĐ       | CK      | BK      | TK      | Vòng 1/16 | Vòng 1/32 | Vòng 1/64 | Q2     | Q1     |
| Đơn nữ  | $158,800 | $98,190 | $49,600 | $19,400 | $9,900    | $5,420    | $3,980    | $2,400 | $1,230 |
| Đôi nữ  | $42,650  | $25,900 | $14,720 | $7,650  | $4,600    | —         | —         | —      | —      |

## Nội dung đơn

### Hạt giống
| Quốc gia | Tay vợt               | Xếp hạng1 | Hạt giống |
| -------- | --------------------- | --------- | --------- |
| USA      | Jessica Pegula        | 3         | 1         |
| TUN      | Ons Jabeur            | 5         | 2         |
|          | Daria Kasatkina       | 8         | 3         |
| SUI      | Belinda Bencic        | 9         | 4         |
|          | Veronika Kudermetova  | 11        | 5         |
|          | Victoria Azarenka     | 16        | 6         |
|          | Ekaterina Alexandrova | 18        | 7         |
| POL      | Magda Linette         | 19        | 8         |
| USA      | Madison Keys          | 21        | 9         |
| CHN      | Zhang Shuai           | 27        | 10        |
| UKR      | Anhelina Kalinina     | 28        | 11        |
| ESP      | Paula Badosa          | 29        | 12        |
| USA      | Danielle Collins      | 30        | 13        |
| SUI      | Jil Teichmann         | 32        | 14        |
| ROU      | Irina-Camelia Begu    | 34        | 15        |
| CZE      | Marie Bouzková        | 36        | 16        |

- 1 Bảng xếp hạng vào ngày 20 tháng 3 năm 2023.

### Vận động viên khác
Đặc cách:
- Fiona Crawley
- Caroline Dolehide
- Sofia Kenin
- Emma Navarro
- Elina Svitolina[2]

Bảo toàn thứ hạng: 
- Evgeniya Rodina

Vượt qua vòng loại:
- Hailey Baptiste
- Louisa Chirico
- Kayla Day
- Anna-Lena Friedsam
- Sabine Lisicki
- Paula Ormaechea
- Katherine Sebov
- Sachia Vickery

### Rút lui
Trước giải đấu
- Amanda Anisimova → thay thế bởi  Anna Bondár
- Elisabetta Cocciaretto → thay thế bởi  Dalma Gálfi
- Anett Kontaveit → thay thế bởi  Evgeniya Rodina
- Jeļena Ostapenko → thay thế bởi  Julia Grabher
- Alison Riske-Amritraj → thay thế bởi  Cristina Bucșa
- Aryna Sabalenka → thay thế bởi  Diana Shnaider
- Martina Trevisan → thay thế bởi  Madison Brengle

## Nội dung đôi

### Hạt giống
| Quốc gia | Tay vợt                  | Quốc gia | Tay vợt       | Xếp hạng1 | Hạt giống |
| -------- | ------------------------ | -------- | ------------- | --------- | --------- |
| MEX      | Giuliana Olmos           | JPN      | Ena Shibahara | 31        | 1         |
| FRA      | Kristina Mladenovic      | CHN      | Zhang Shuai   | 38        | 2         |
| USA      | Caroline Dolehide        | AUS      | Storm Hunter  | 49        | 3         |
| USA      | Nicole Melichar-Martinez | USA      | Alycia Parks  | 57        | 4         |

- Bảng xếp hạng vào ngày 20 tháng 3 năm 2023.

### Vận động viên khác
Đặc cách:
- Leylah Fernandez  /  Taylor Townsend
- Bethanie Mattek-Sands  /  Shelby Rogers

## Nhà vô địch

### Đơn
- Ons Jabeur đánh bại  Belinda Bencic, 7–6(8–6), 6–4

### Đôi
- Danielle Collins /  Desirae Krawczyk đánh bại  Giuliana Olmos /  Ena Shibahara, 0–6, 6–4, [14–12]